# Фонтноа ле Монбозон
Фонтноа ле Монбозон (фр. Fontenois-lès-Montbozon) насеље је и општина у источној Француској у региону Франш-Конте, у департману Горња Саона која припада префектури Везул.
По подацима из 2011. године у општини је живело 303 становника, а густина насељености је износила 21,23 становника/km². Општина се простире на површини од 14,27 km². Налази се на средњој надморској висини од 274 метара (максималној 348 m, а минималној 249 m).

## Демографија
| 1962. | 1968. | 1975. | 1982. | 1990. | 1999. | 2011. |
| ----- | ----- | ----- | ----- | ----- | ----- | ----- |
| 254   | 260   | 256   | 242   | 273   | 291   | 303   |

График промене броја становника у току последњих година